# Heide-Milchling
Der Heide-Milchling oder Scheckigblasser Milchling (Lactarius musteus) ist eine Pilzart aus der Familie der Täublingsverwandten (Russulaceae). Es ist ein mittelgroßer Milchling mit einem cremefarbenen bis ockerfarbenen schmierigen Hut. Die Lamellen des ungenießbaren Pilzes verfärben sich nach Berührung oder Verletzung graugrünlich. Der Milchling erscheint von August bis Anfang November in trockenen, nährstoffarmen und sauren Kiefernwäldern.

## Merkmale

### Makroskopische Merkmale
Der dickfleischige Hut ist 4–9,5 cm breit, zuerst gewölbt, mit niedergedrückter Mitte und eingebogenem Rand, dann flach ausgebreitet und später tief trichterförmig. Dabei ist der Rand oft wellig verbogen. Die Oberfläche ist glatt, im trockenen Zustand klebrig und bei Feuchtigkeit schmierig. Der Hut ist auf weißlichem bis elfenbeinfarbenem Grund cremegelb oder blass rötlichocker gescheckt. Manchmal hat er auch eine tongraue bis ledergelbe Tönung und bisweilen ist er angedeutet gezont oder rostbraun gefleckt. Der kahle, glatte Rand bleibt lange eingebogen.
Die Lamellen sind breit am Stiel angewachsen oder laufen leicht daran herab. Sie sind eher schmal bis mittelbreit und stehen ziemlich gedrängt. Die jung weißlichen, später blass creme- bis blass fleischockerfarbenen Lamellen sind in Stielnähe bisweilen gegabelt. Das Sporenpulver ist blass cremeweiß.
Der zylindrische und gelegentlich unterhalb der Lamellen gefurchte Stiel ist 3–6 (7) cm lang und 1–3,5 cm breit. Das Stielinnere ist jung voll und alt gekammert hohl. Die Oberfläche ist glatt bis schwach und feinnetzig geädert und blass cremefarben bis sehr blass fleischocker gefärbt. Der Stiel ist anfangs klebrig und später trocken, manchmal hat er unterhalb der Lamellen einen blass bis dunkel rötlichockerfarbenen Kragen oder ist im Alter zerstreut zimtbräunlich gefleckt.
Das weißlich bis blass cremefarbene, nach einigen Stunden schwach grauende Fleisch ist ziemlich fest. Im Alter verfärbt es sich manchmal über den Lamellen und im Stiel tongrau bis ockergelb. Es schmeckt mild, aber nach einer Weile leicht scharf und kratzend. Der Geruch ist schwach fruchtig oder wanzenartig wie der des Eichen-Milchlings (L. quietus). Die weiße Milch ist eher spärlich und trocknet nach 2–3 Stunden blass oliv-cremefarben ein.

### Mikroskopische Merkmale
Die rundlichen bis elliptischen Sporen sind durchschnittlich 7,8–8,4 µm lang und 6,1–6,6 µm breit. Der Q-Wert (Quotient aus Sporenlänge und -breite) ist 1,1–1,4. Das Sporenornament ist bis zu 1 µm hoch und besteht aus Graten und Warzen, die mehrheitlich netzartig verbunden sind. Partiell erscheint das Ornament zebrastreifig. Die länglichen, isoliert stehenden Warzen sind zerstreut bis selten. Der Hilarfleck ist nach außen hin mehr oder weniger amyloid.
Die zylindrisch bis schmal flaschenförmigen oder leicht keuligen, 4-sporigen Basidien sind 45–60 µm lang und 8–12 µm breit. Die Pleuromakrozystiden sind zerstreut bis zahlreich. Sie sind (35) 55–65 (85) µm lang und 8–14 µm breit und mehr oder weniger lanzettlich. Die Lamellenschneide ist heterogen und mit zerstreuten bis zahlreichen Basidien und zahlreichen Cheilomakrozystiden besetzt. Diese messen 20–60 × 6–10 µm, sind spindelförmig bis pfriemförmig oder lanzettlich und haben oft eine perlkettenartig eingeschnürte Spitze.
Die Huthaut (Pileipellis) ist ein 20–150 µm dickes Ixotrichoderm, aus 2–5 µm breiten, mehr oder weniger dickwandigen, hyalinen, oft verkümmerten und unregelmäßig verflochtenen Hyphen. Die Hyphenenden sind mehr oder weniger zylindrisch.

## Artabgrenzung
Durch die blassen Farben ähnelt der Heide-Milchling dem Falben Milchling (Lactarius pallidus), dieser wächst aber in Laubwäldern bei Rotbuchen, außerdem sind seine Sporen kleiner und nicht netzig ornamentiert.
Andere weißliche bis cremefarbene Milchlinge, wie die Pfeffermilchlinge (Lactarius piperatus und Lactarius glaucescens), der Wollige Milchling (Lactarius vellereus) und der Rosascheckige Milchling (Lactarius controversus) sind allein schon durch ihr Erscheinungsbild leicht zu unterscheiden.

## Ökologie
Der Heide-Milchling ist als Mykorrhizapilz strikt an Kiefern gebunden. Man findet ihn in
Subboreal-subkontinental getönten, hageren Cladonia-Kiefernwäldern, schlecht wüchsigen Kiefernforsten und an trockenen Stellen von Hochmoorrändern. Es ist eine stickstoffmeidende Art, die vorwiegend auf sandigen, trockenen oder wechseltrockenen, sauren Böden wächst. Man findet sie auf sauren, streng basen- und nährstoffarmen Podsol-, mehr oder weniger podsolierten Braunerde- sowie trockengelegten Moorböden. Die Fruchtkörper erscheinen meist gesellig zwischen August und Anfang November und vorwiegend im Bergland.

## Verbreitung

Verbreitung des Heide-Milchlings in Europa. Grün eingefärbt sind Länder, in denen der Milchling nachgewiesen wurde. Grau dargestellt sind Länder ohne Quellen oder Länder außerhalb Europas.

Die rein europäische Art ist in Fennoskandinavien und Nordosteuropa recht häufig, in Mittel- und dem übrigen Europa aber selten. In mehreren europäischen Ländern steht der Heide-Milchling sogar auf der 'Roten Liste'.
In Deutschland ist der Milchling sehr selten und vom Aussterben bedroht, es existieren nur wenige isolierte Einzelvorkommen. Auch in der Schweiz ist der Pilz selten.

## Systematik
Der seltene Heide-Milchling wurde erstmals 1838 von E. Fries beschrieben. 1891 stellte Kuntze die Art als Lactifluus musteus in seine neu geschaffene Gattung. Das 1958 durch Z.Schaefer beschriebene Taxon Lactarius russuloides, wird heute als taxonomisches Synonym angesehen. Das Artattribut (Epitheton) "musteus" bedeutet mostähnlich und bezieht sich wohl auf den fruchtigen, aber auch ein wenig unangenehmen Geruch.

### Infragenerische Systematik
Der Heide-Milchling wird von Basso und Heilmann-Clausen in die Untersektion Pallidini gestellt, die ihrerseits innerhalb der Sektion Glutinosi steht. Bei Bon steht der Milchling in der Sektion Pyrogali. Die Vertreter der Untersektion Pallidini haben ungezonte, blasse, weißlich- oder rosa-cremefarbene bis ocker-haselbraune Hüte, die flach gewölbt bis flach niedergedrückt sind. Die Milch ist mehr oder weniger unveränderlich oder trocknet grau-creme, grün-creme oder cremegelblich ein. Die Sporen sind zebrastreifenartig oder netzig ornamentiert, während die Huthaut ein Ixotrichoderm ist.

## Bedeutung
Der Heide-Milchling ist kein Speisepilz.